# Mittlere Horloffaue

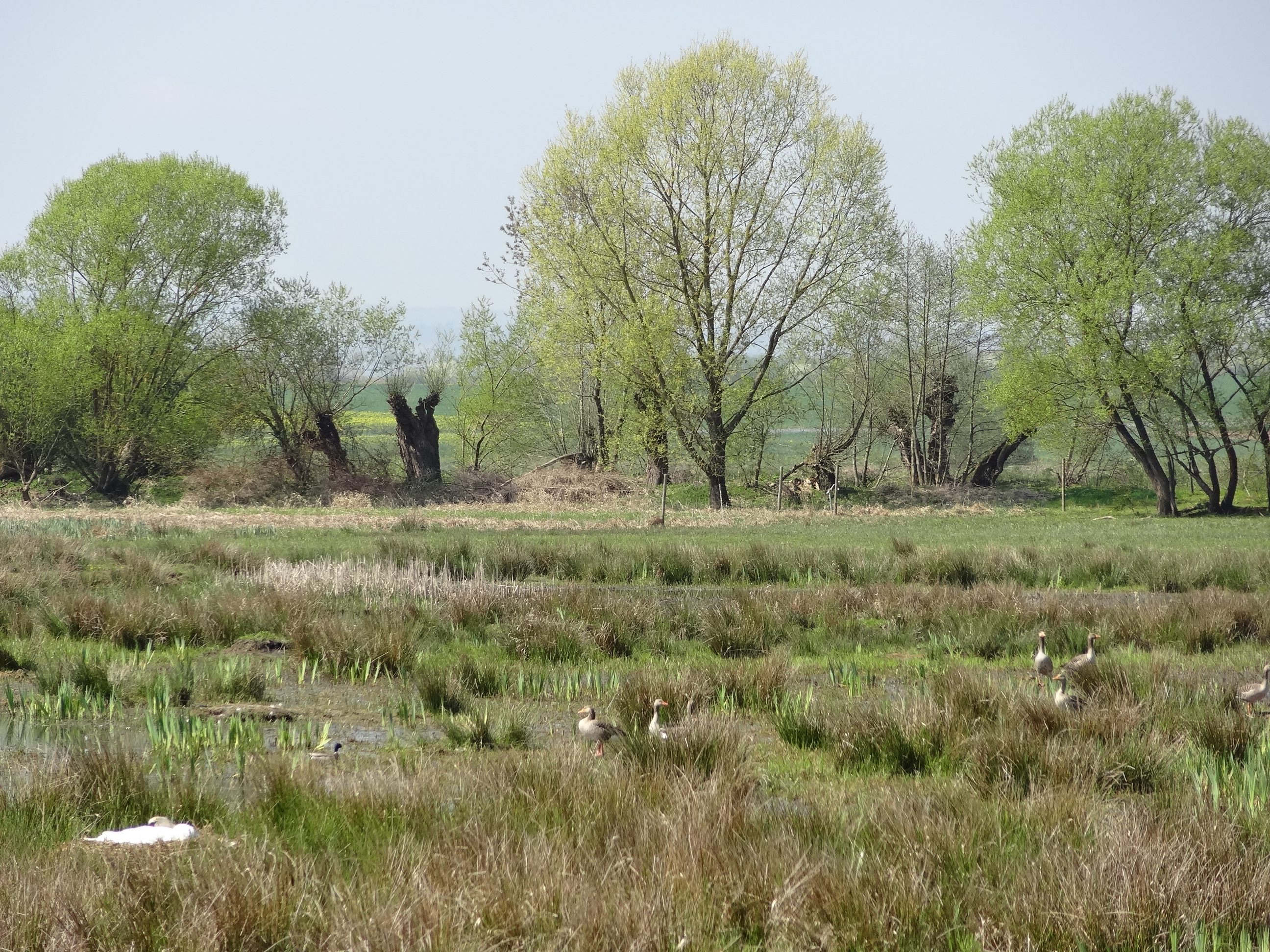
Naturschutzgebiet Mittlere Horloffaue (April 2015)

Das Naturschutzgebiet Mittlere Horloffaue liegt im Landkreis Gießen und im Wetteraukreis in Hessen auf dem Gebiet der Städte Hungen und Nidda und der Gemeinde Wölfersheim.
Das etwa 188,5 ha große Gebiet, das im Jahr 1984 unter der Kennung 1440015 unter Naturschutz gestellt wurde, erstreckt sich östlich und südöstlich von Utphe, einem Stadtteil von Hungen, entlang der Horloff. Am südlichen Rand des Gebietes verläuft die B 455, westlich die B 489 und südlich die A 45.
In der Umgebung liegen diese Naturschutzgebiete (NSG):
- nordöstlich das etwa 45 ha große NSG Im Tiefen Ried bei Steinheim
- östlich direkt anschließend das etwa 6,4 ha große NSG Burg bei Unter-Widdersheim
- südwestlich das etwa 8,8 ha große NSG Kist von Berstadt.

Das Naturschutzgebiet, das den Tagebaurestsee Unterer Knappensee in der Horloff-Aue fast vollständig umschließt, ist Rastplatz für Wasservögel und Brutgebiet des Großen Brachvogels.